# Young Mountain
Young Mountain es el primer EP de la banda estadounidense de post-rock This Will Destroy You. En un principio sólo iba a ser un demo, pero al recibir buenas críticas se decidió lanzar de forma oficial a través de Magic Bullet Records el 6 de junio de 2006.
Se ha lanzado en CD, vinilo y como casete en una edición limitada con envoltura faux bear fur pouch. La última pista ("There Are Some Remedies Worse Than the Disease") se usó en el tráiler de The Taking of Pelham 123.

## Lista de canciones
Todas las canciones escritas y compuestas por This Will Destroy You. 
| N.º   | Título                                           | Duración |  |
| 1.    | «Quiet»                                          | 4:53     |  |
| 2.    | «The World is Our ___»                           | 7:12     |  |
| 3.    | «I Believe in Your Victory»                      | 6:32     |  |
| 4.    | «Grandfather Clock»                              | 2:37     |  |
| 5.    | «Happiness: We're All in it Together»            | 8:34     |  |
| 6.    | «There Are Some Remedies Worse Than the Disease» | 6:18     |  |
| 36:06 |                                                  |          |  |

## Personal
This Will Destroy You
- Chris King - guitarra
- Raymond Brown - bajo, teclados
- Jeremy Galindo - guitarra
- Andrew Miller - batería